# كارولين ويبر
كارولين ويبر (بالألمانية: Caroline Weber)‏ هي لاعبة جمباز إيقاعي نمساوية، ولدت في 31 مايو 1986 في دورنبيرن في النمسا.

## وصلات خارجية
- كارولين ويبر على موقع الاتحاد الدولي للجمباز (licence) (الإنجليزية)
- كارولين ويبر على موقع الاتحاد الدولي للجمباز (biography) (الإنجليزية)
- كارولين ويبر على موقع اللجنة الأولمبية الدولية (الإنجليزية)
- كارولين ويبر على موقع أوليمبيديا (الإنجليزية)